# Серебряный пруд
Сере́бряный пруд — искусственный водоём в Выборгском районе города Санкт-Петербурга. Является частью композиции пейзажного парка Сад Серебряного пруда, разбитого в 1865 году между улицами Орбели, Малой Объездной и Институтским проспектом. Водоём тянется параллельно 2-му Муринскому проспекту. Общая площадь — порядка 6 тысяч м². Протяжённость — 210 м, ширина — до 40 м. Народное название — «Сере́бка».

## История

### Создание
В 1856 году на территории, относящейся к владениям Лесного института, был заложен парк. Пруд, созданный на участке между Институтским проспектом, Объездной и Лесной улицами, получил название Серебряного и стал основой планировки сада. В начале XX века была устроена купальня, построены чайный павильон и летний театр. В 1905 году был построен особняк Д. Н. Кайгородова (Институтский проспект, дом № 21, архитекторы И. Н. Кайгородов, П. П. Маресев, Ф. А. Корзухин), известный как «дом у золотого пруда».

### Реконструкция
В 1960-х годах на прилегающей к парку территории началось активное жилищное строительство. Вмешательство в экосистему привело к понижению уровня грунтовых вод. Серебряный пруд обмелел, дно стало илистым, вода стоячей.
В 2000 году начались работы по реконструкции парка и водоема. Работы начались по инициативе депутата Выборгского района Николая Рыбакова и продолжились при поддержке администрации Санкт-Петербурга. Реставрация вызвала немало споров об уничтожении ландшафтного памятника, а также тяжбы по финансированию проекта. Сметная стоимость работ на Серебряном пруду составила 13,6 млн руб.
В октябре 2002 года сад у Серебряного пруда был открыт после капитально-реставрационного ремонта. Администрация Санкт-Петербурга опубликовала официальный отчёт, согласно которому на территории парка отремонтированы газоны на площади 36 945 м², набивные дорожки площадью 11 206 м², восстановлена живая изгородь, высажено 130 деревьев и 6 тысяч кустов, очищена акватория пруда, укреплены берега, отремонтированы инженерные коммуникации, установлены 40 светильников. По периметру сада смонтировано новое металлическое ограждение, оборудованы детские игровые площадки.
9 октября 2002 года на берегу Серебряного пруда была открыта скульптура «Память о детстве» (Скульптор Е. Н. Ротанов, архитектор В. Л. Спиридонов).

### Современное положение
Официальное современное название прилегающей к Серебряному пруду парковой зоны — «Сквер на Малой Объездной улице». В 2009 году он попал в список садов и скверов, которые планируется исключить из Закона Санкт-Петербурга «О зеленых насаждениях общего пользования». Рассмотрение поправок к закону продолжается. Но на начало 2010 года строительство в этом историческом районе ограничено. По ряду информационных сообщений, последней стройплощадкой может стать жилой комплекс «Парковый» (строительная компания ГК «ЦДС»), прилегающий к территории парка.

## Легенды о происхождении названия
Существует несколько легенд, объясняющих происхождение гидронима «Серебряный пруд»:
- Когда-то на берегу пруда стоял ресторанчик, посетители которого бросали в воду серебряные монеты «на счастье», что было дополнительной прибылью хозяину заведения.
- При первоначальном строительстве на дно пруда была уложена серебряная сетка, чтобы очищать дно и содержать воду в норме.
- «Серебряность» в названии появилась от чистоты родниковой воды в водоеме.
- Песок на дне имеет специфический светло-серый, почти белый оттенок, что фигурально наталкивает на «серебряное» сравнение.
- Белоствольные берёзы (по другой версии — серебристые ивы), отражаясь в воде, придавали пруду мерцание серебра.

## Интересные факты
- В мемуарах XIX—XX веков Серебряный пруд иногда фигурирует как Золотой. Так его называли потому, что два раза в году (летом, когда летит пыльца, и осенью, когда на воду опадают березовые листья) поверхность пруда становится золотой. Возможно, Золотой пруд существовал отдельно (за особняком Кайгородова).[11]
- Писатель Сергей Евгеньевич Глезеров в книге «Лесной, Гражданка, Ручьи, Удельная…» пишет, что Золотой пруд не сохранился до наших дней[12]. Возможна здесь путаница и с Круглым прудом, который находился на перекрестке 2-го Муринского и Институтского проспектов и был засыпан.